# Aelurillus bokerinus
Aelurillus bokerinus là một loài nhện trong họ Salticidae.
Loài này thuộc chi Aelurillus. Aelurillus bokerinus được Jerzy Prószyński miêu tả năm 2003.